# دايفيد إيفز
دايفيد إيفز (بالإنجليزية: David Ives)‏ هو كاتب مسرحي أمريكي، ولد في 11 يوليو 1950 في شيكاغو في الولايات المتحدة.

## وصلات خارجية
- دايفيد إيفز على موقع IMDb (الإنجليزية)
- دايفيد إيفز على موقع قاعدة بيانات الأفلام العربية
- دايفيد إيفز على موقع ألو سيني (الفرنسية)
- دايفيد إيفز على موقع ميوزك برينز (الإنجليزية)
- دايفيد إيفز على موقع أول موفي (الإنجليزية)
- دايفيد إيفز على موقع قاعدة بيانات برودواي على الإنترنت (الإنجليزية)
- دايفيد إيفز على موقع قاعدة بيانات الفيلم (الإنجليزية)
- دايفيد إيفز على موقع كينوبويسك (الروسية)